# Catocala meridionalis
Catocala meridionalis là một loài bướm đêm trong họ Erebidae.